# Chiknayakanhalli
Chiknayakanhalli é uma cidade no distrito de Tumkur, no estado indiano de Karnataka.

## Geografia
Chiknayakanhalli está localizada a 13° 25′ N, 76° 37′ L. Tem uma altitude média de 804 metros (2637 pés).

## Demografia
Segundo o censo de 2001, Chiknayakanhalli tinha uma população de 22 360 habitantes. Os indivíduos do sexo masculino constituem 50% da população e os do sexo feminino 50%. Chiknayakanhalli tem uma taxa de literacia de 70%, superior à média nacional de 59,5%; a literacia no sexo masculino é de 76% e no sexo feminino é de 64%. 11% da população está abaixo dos 6 anos de idade.